# Konståret 1889

## Händelser

### Okänt datum
- Marie Triepcke Krøyer Alfvén gifter sig med konstnären Peder Severin Krøyer.
- Thure Cederström valdes in som ledamot i Svenska konstakademin

## Verk

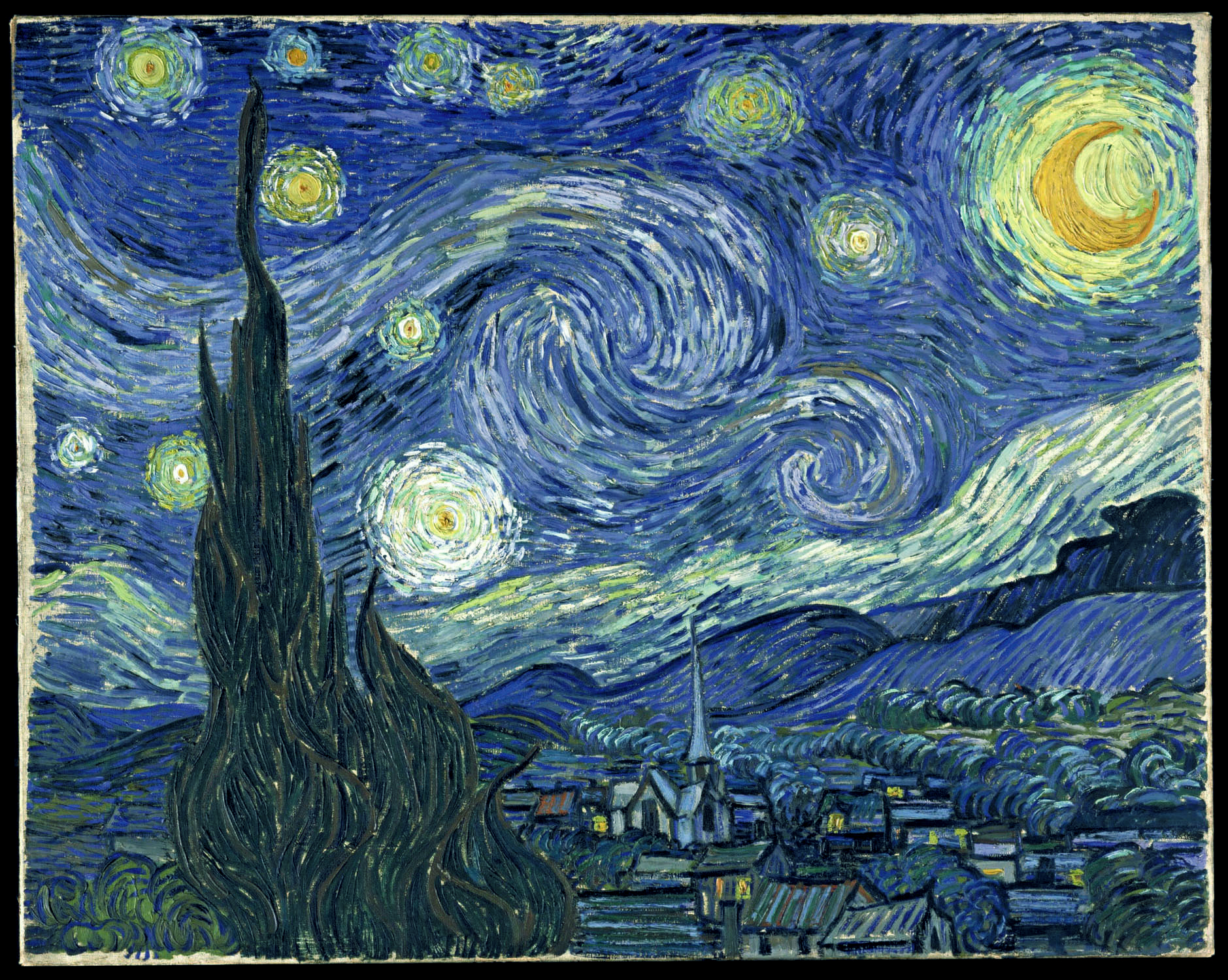
Vincent van Gogh målade De sterrennacht under tiden han befann sig på den psykiatriska vårdanstalten i Saint-Rémy-de-Provence år 1889.

- Vincent van Gogh - De sterrennacht.[1]
- Vincent van Gogh - Olijfbomen in berglandschap (Museum of Modern Art, New York).
- Paul Gauguin - Le Christ jaune (Albright-Knox Art Gallery, Buffalo).

## Utställningar
- Världsutställningen i Paris

## Födda
- 19 januari - Sophie Taeuber-Arp (död 1943), schweizisk konstnär och skulptör.
- 13 februari – Georg Schrimpf (död 1938, tysk målare och grafiker
- 6 mars - Wilhelm Kåge (död 1960), svensk konstnär, målare och keramiker.
- 20 mars - Emil Johanson-Thor (död 1958), svensk målare, grafiker och konstpolitiker
- 15 april - Thomas Hart Benton (död 1975), amerikansk målare.
- 11 maj - Alva Lundin (död 1972), svensk konstnär, text- och förtextdesigner vid Svensk Filmindustri.
- 10 juni - Albert Abbe (död 1966) svensk målare.
- 1 juli - Vera Muchina (död 1953), rysk konstnär och skulptör.
- 5 juli - Jean Cocteau (död 1963), fransk dramatiker, poet, konstnär och filmskapare.
- 7 juli - Axel Nilsson (död 1980), svensk konstnär, målare och grafiker.
- 29 juli – Ubaldo Oppi (död 1942), italiensk målare
- 2 september - Isaac Grünewald (död 1946), svensk målare.
- 8 september - Hugo Gehlin (död 1953), svensk konstnär, grafiker och skulptör.
- 14 september - Vera Meurman-Lustikh (död 1947), svensk konsthantverkare och målare.
- 28 september - Seán Keating (död 1977), irländsk målare.
- 10 oktober - Han van Meegeren (död 1947), nederländsk konstnär och konstförfalskare.
- 17 oktober - Karl Völker (död 1962), tysk målare och arkitekt.
- 20 oktober - Suzanne Duchamp (död 1963), fransk dadaistisk konstnär.
- 26 oktober - Antonin Lustikh (död 1956), svensk tecknare och målare.
- 27 oktober - Michail Katz (död 1964), ryskfödd skulptör.
- 29 oktober - Edward Wadsworth (död 1949), brittisk konstnär.
- 1 november - Hannah Höch (död 1978), tysk konstnär.
- 3 november - David Friefeldt (död 1978), svensk konstnär och heraldiker.
- 18 november
  - Hannes Meyer (död 1954), schweizisk arkitekt och stadsplanerare.
  - Sigurd Jungstedt (död 1957), svensk teckningslärare, tidningstecknare och affischkonstnär.
- 19 november - Fritz H. Eriksson (död 1970), svensk direktör och pionjär för konst i offentlig miljö.
- okänt datum - James Sleator (död 1950), irländsk målare.

## Avlidna
- 23 januari - Alexandre Cabanel (född 1823), fransk målare.
- 5 februari - James Smetham (född 1821), engelsk målare.
- 6 oktober - Jules Dupré (född 1811), fransk målare.
- 27 december - Eduard Bendemann (född 1811), tysk målare.